# 里瓦斯區

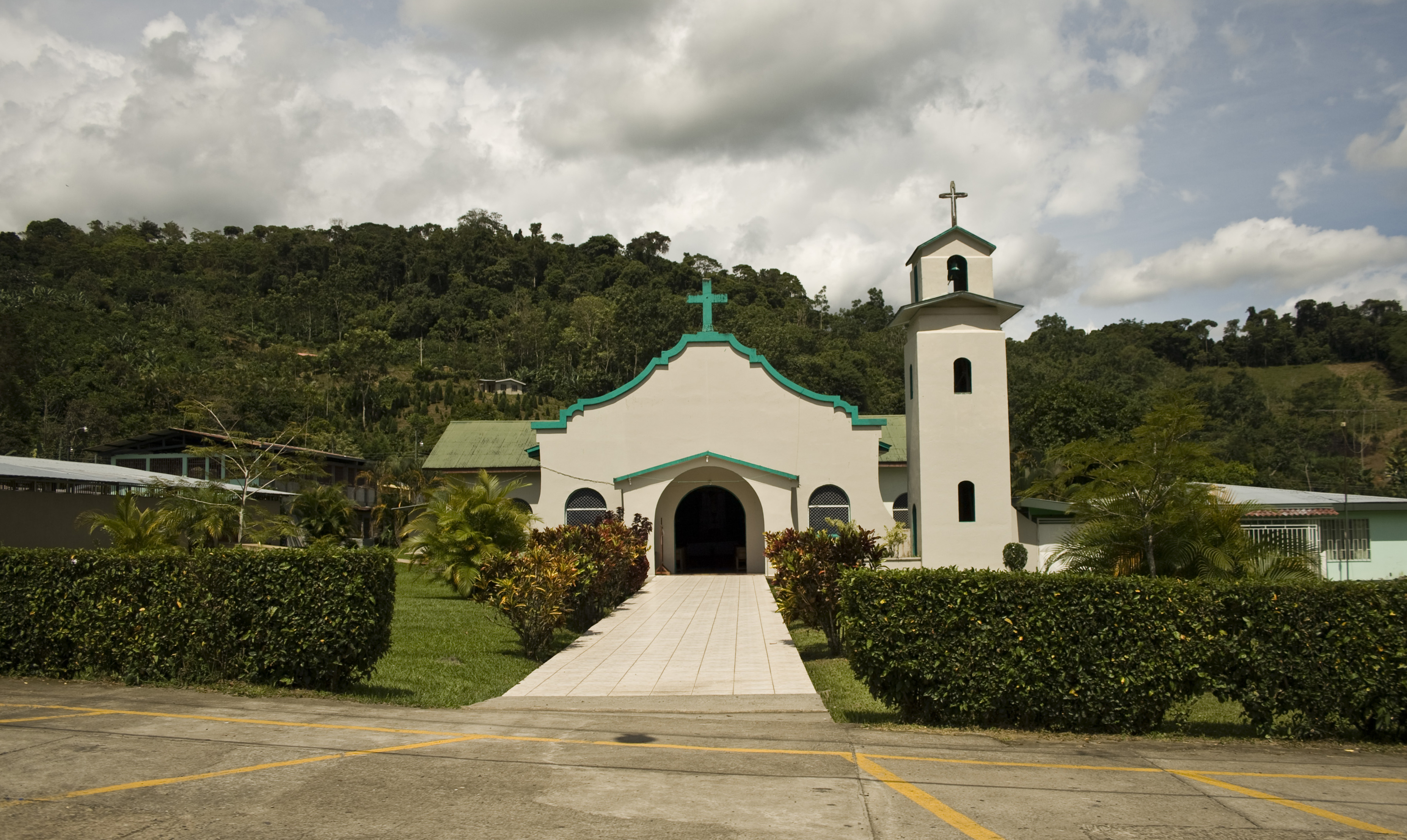

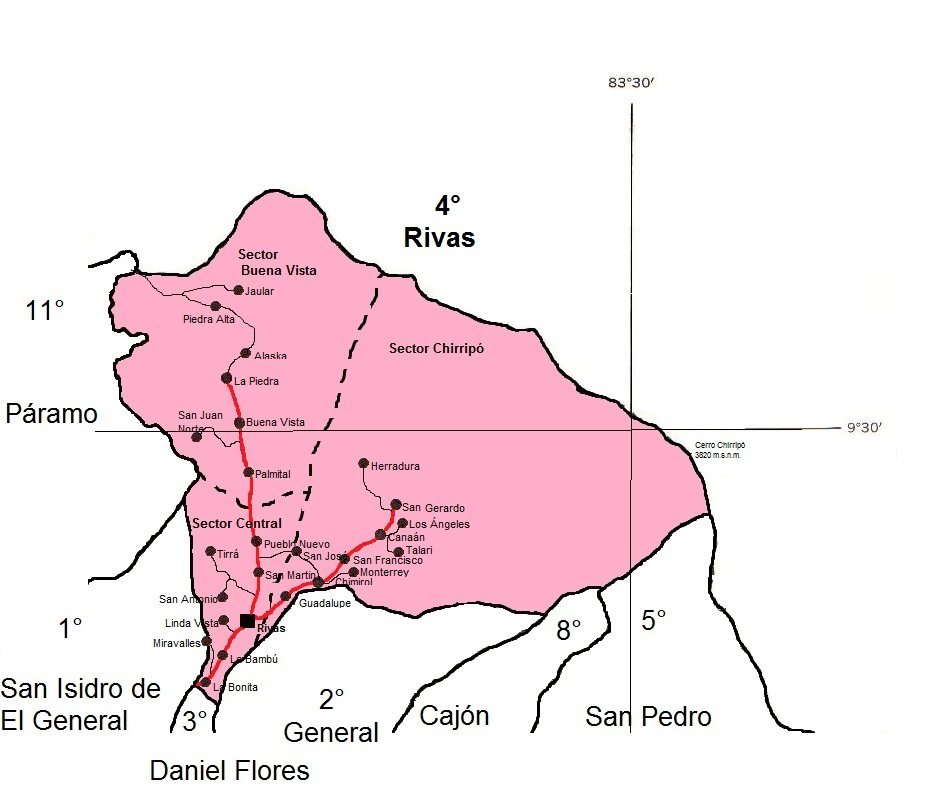

里瓦斯區（西班牙語：Rivas），是哥斯達黎加的一個區，位於該國中部聖何塞省，處於聖伊西德羅德埃爾赫內拉爾區東北面10公里，面積307.85平方公里，海拔高度870米，2005年人口7,161，人口密度每平方公里23.26人。